# Egesina pseudocallosa
Egesina pseudocallosa är en skalbaggsart som beskrevs av Stefan von Breuning 1961. Egesina pseudocallosa ingår i släktet Egesina och familjen långhorningar. Inga underarter finns listade i Catalogue of Life.